# Lithocarpus irwinii
Lithocarpus irwinii là một loài thực vật có hoa trong họ Cử. Loài này được (Hance) Rehder miêu tả khoa học đầu tiên năm 1919.